# Klappbrücke (Cuxhaven)
Die Klappbrücke in Cuxhaven über den Schleusenpriel an der Zollkaje zwischen Deich- und Fährstraße wurde 1955 gebaut.
Die Brücke steht unter niedersächsischem Denkmalschutz und ist in der Liste der Baudenkmale in Cuxhaven enthalten.

## Geschichte

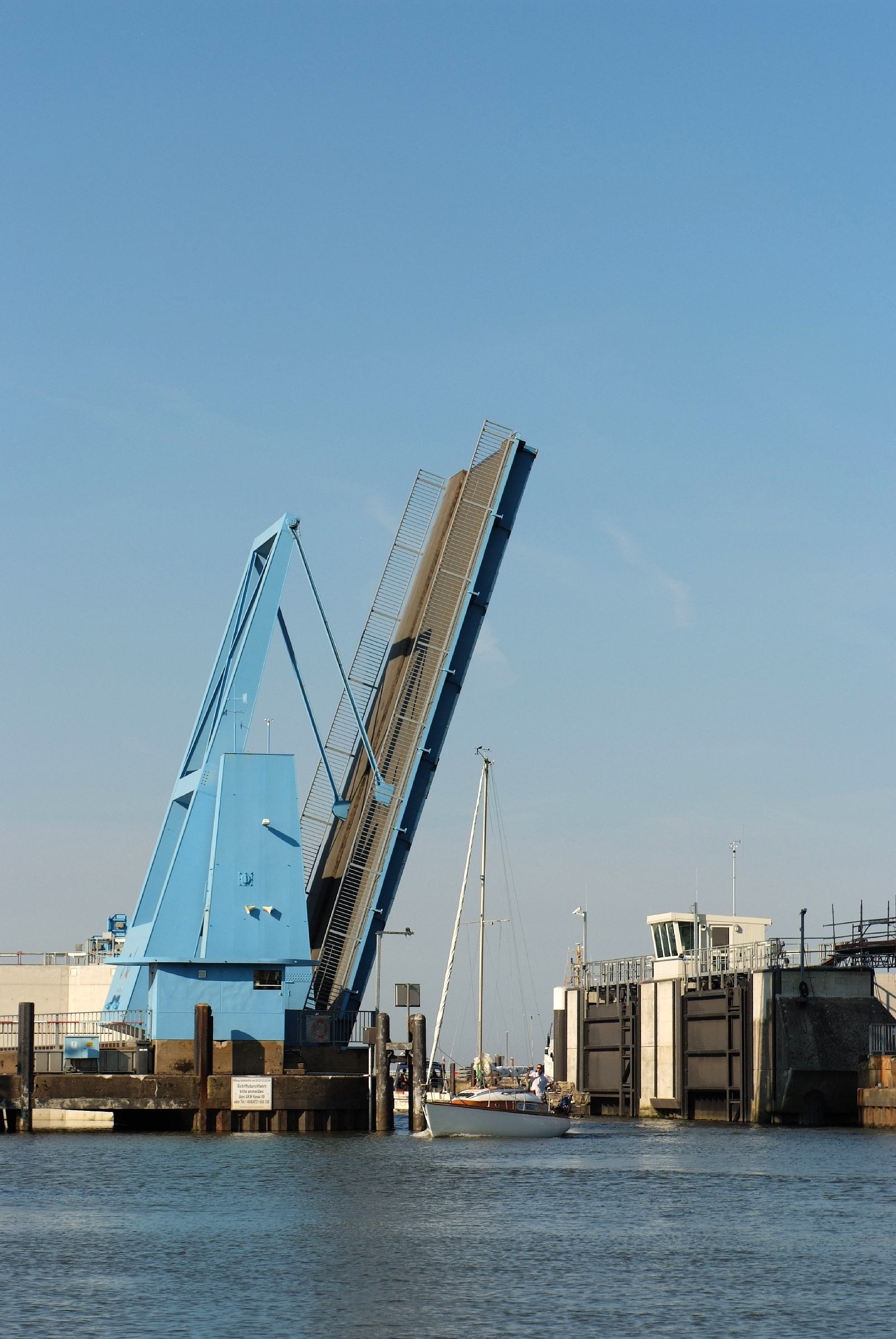
Klappbrücke offen

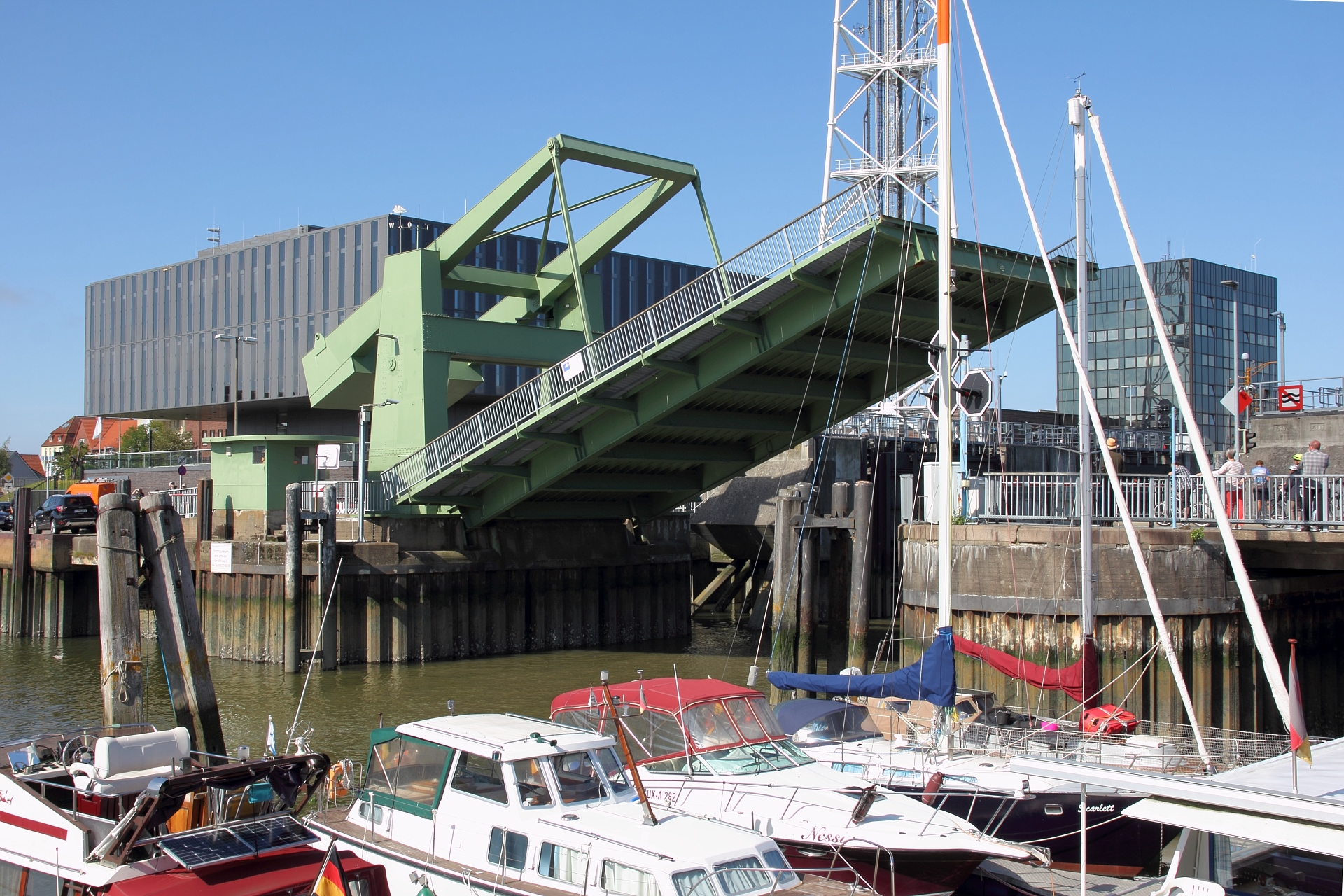
Klappbrücke an der Zollkaje (2021)

Die Klappbrücke von 1955 ist eine Holländerbrücke aus Stahl. Sie ersetzte eine frühere Drehbrücke. Die ausführende Firma war das MAN-Werk Gustavsburg. Holländerbrücken haben hoch angebrachte Gegengewichte.
Die Brücke hat eine Durchfahrtsbreite von 19 m und Fahrbahnbreite von 6 m. Sie öffnet sich in  47 Sekunden und pro Jahr um 3700 mal sowie täglich bei Bedarf zwischen 5.00 und 23.00 Uhr.
2015 wurde die Brücke saniert und die Mechanik durch eine  Hydraulik modernisiert.
 Seither ist der Anstrich in einem grünen Farbton gehalten.
Betrieben wird die Brücke durch den Hafenbetreiber Niedersachsen Ports.
Eine kleine Fußgänger-Klappbrücke von 1903 gab es 100 m prielaufwärts.